# Heather Seybert
Heather Ann Seybert (* 22. Juli 1996 in Santa Cruz, Kalifornien) ist eine US-amerikanische Fußballspielerin auf der Position einer Mittelfeldspielerin. Seit 2019 spielt sie für die Frauenmannschaft des Ausbildungsvereines San Ramon FC mit Spielbetrieb in der Women’s Premier Soccer League (WPSL).

## Karriere

### High School und College
Heather Seybert wurde am 22. Juli 1996 als Tochter von Donna und John Seybert in Santa Cruz im US-Bundesstaat Kalifornien geboren und verbrachte ihre ersten Lebensmonate im Gebiet der Santa Cruz Mountains, ehe sich die Familie im Jahre 1997 weiter nördlich an der San Francisco Bay Area in Redwood City ansiedelte. Dort wuchs sie zusammen mit ihren beiden Schwestern Jessi und Megan auf und besuchte unter anderem die lokale Woodside High School, an der sie auch der schuleigenen Damenfußballmannschaft angehörte. Als Spielerin dieser Mannschaft wurde sie während ihrer dortigen Einsatzzeit in die Peninsula Athletic League All-League-Auswahl geholt und steuerte im Laufe ihrer High-School-Karriere zwölf Tore und ebenso viele Assists bei.
Nebenbei trat sie auch für diverse Jugendausbildungsvereine aus der Region in Erscheinung. In ihren letzten vier Klubspielzeiten beim Juventus SC agierte sie noch weitaus offensiver und war mit 34 Treffern und 15 Torvorlagen zudem äußerst torgefährlich. Darüber hinaus galt sie auch als sehr erfolgreiche Schülerin und schloss die Woodside High School unter den besten zehn Prozent ihres Jahrgangs ab. Nach ihrer High-School-Laufbahn schloss sie sich dem Saint Mary’s College of California auf der anderen Seite der Bucht von San Francisco an und vertrat dieses im Damenfußballteam der Saint Mary’s Gaels, der universitätseigenen Sportabteilung.
In ihrem Freshman-Jahr 2014 brachte es Seybert auf Einsätze in allen 20 Partien der Gaels, wovon sie in 16 Spielen von Beginn an startete. Bereits bei ihrem ersten offiziellen Einsatz, einem 2:0-Erfolg über Albany, steuerte sie einen Treffer bei. Über den Verlauf des ersten Jahres kam sie zudem zu zwei Torvorlagen und insgesamt elf Schüssen. Als Sophomore war Seybert nun endgültig als Stammspielerin angekommen, startete in allen 20 Meisterschaftspartien von Beginn an und kam am Ende des Spieljahres 2015 auf eine Bilanz von zwei Assists und acht Schüssen, davon vier Torschüsse. Mit 1877 Einsatzminuten war sie in diesem Jahr die am häufigsten eingesetzte Feldspielerin ihres Teams und wurde zudem am Ende des Jahres auf der West Coast Conference Commissioner’s Honor Roll mit Silver Honors (GPA von 3,50 bis 3,74) geehrt.
In ihrem dritten Jahr am College, dem Junior-Jahr, startete die Mittelfeldakteurin in 19 Partien von Beginn an und gehörte abermals zu den Feldspielerinnen der Gaels mit den meisten Einsatzminuten. Neben einem Treffer kam sie in diesem Jahr auf acht Schüsse. Auch in ihrem abschließenden Senior-Jahr 2017 war sie eine der am öftesten eingesetzten Fußballspielerinnen der Gaels und als solche eine von nur drei Spielerinnen, die in allen 19 Partien von Spielbeginn an auf dem Rasen waren. In ihrem Abschlussjahr wurde Seybert mehrfach geehrt und erhielt unter anderem eine All-WCC Honorable Mention sowie eine WCC All-Academic Honorable Mention. Zusammen mit einer Teamkollegin führe sie ihre Mannschaft in diesem Jahr bei den Torvorlagen mit zwei gelungenen Assists an. Des Weiteren kam sie in diesem Jahr auf elf Schüsse. Mit 78 Meisterschaftseinsätzen im Laufe ihrer College-Karriere rangiert sie heute (Stand: 2018) unter den zehn am häufigsten eingesetzten Spielerinnen in der Geschichte des Saint Mary’s College of California.

### Start in den Erwachsenenfußball
Nachdem sie ihre College-Laufbahn mit ihrem Abschluss im Frühjahr 2018 beendet hatte, trat Seybert kurzzeitig für die San Francisco Nighthawks mit Spielbetrieb in der Women’s Premier Soccer League (WPSL) in Erscheinung. Nach ihrem Debüt am 8. Juni 2018 bei einem 3:0-Sieg über den San Ramon FC trat sie noch am 10. Juni bei einer 2:3-Niederlage gegen die Fresno FC Ladies und am 22. Juni bei einem 4:2-Erfolg über die Marin FC Alliance in Erscheinung, ehe sich für sie ein Wechsel ins Ausland auftat. Am 29. Juni 2018 gab der SK Sturm Graz die Verpflichtung der zu diesem Zeitpunkt 21-jährigen US-Amerikanerin für seine Frauenfußballabteilung bekannt und vermeldete sie vorwiegend im zentralen, aber auch im offensiven und defensiven Mittelfeld einsetzen zu wollen.
Bereits in der Saisonvorbereitung fiel Seybert im Juli 2018 durch ihre Offensivstärke auf und gab daraufhin am 12. August 2018 bei einem 2:0-Erfolg über die Carinthians Spittal im ÖFB Ladies Cup 2018/19 ihr Pflichtspieldebüt, als sie 90 Minuten zum Einsatz kam und im Spielverlauf einmal per Kopf an die Latte traf. Ihr Ligadebüt erfolgte eine knappe Woche später bei einer knappen 1:2-Heimniederlage gegen die Damen vom SKN St. Pölten. Bis zu ihrem letzten Spiel am 23. September 2018 kam Seybert in fünf Ligapartien zum Einsatz und hatte zwei Tore erzielt. Da sie an Heimweh litt, kehrte sie noch im Herbst wieder in ihre Heimat zurück und verließ die Grazer nach Auflösung des Vertrages in beidseitigem Einvernehmen.

### Rückkehr in die Heimat
Nach ihrer Rückkehr in die Heimat schloss sie sich der Frauenmannschaft des Ausbildungsvereines San Ramon FC mit Spielbetrieb in der Women’s Premier Soccer League an. Dort tritt sie seit dem Spieljahr 2019 in derselben Conference (PacNorth Conference), in der sie zuletzt mit den San Francisco Nighthawks spielte, in Erscheinung. Ihr Pflichtspieldebüt gab sie am 2. Juni 2019 bei einem 3:3-Remis gegen die MVLA Wolves, ehe sie am 21. Juni 2019 bei einer 2:3-Niederlage gegen die San Francisco Nighthawks ihr zweites Ligaspiel absolvierte und dabei auch eine Torvorlage beisteuerte.